# 인천청천초등학교
인천청천초등학교는 대한민국 인천광역시 부평구에 있는 공립 초등학교이다.

## 학교 연혁
- 1971년 5월 10일 인천산곡국민학교 청천분교 개교
- 1973년 3월 1일 청천국민학교 개교, 초대 양재철 교장 취임
- 1973년 5월 10일 개교 기념식
- 1976년 2월 18일 제1회 졸업식(206명 졸업)
- 1996년 3월 1일 인천청천초등학교로 개명
- 2002년 5월 27일 식당 신축(266m²,80평)
- 2002년 12월 4일 본관동 및 별관동 대수선
- 2003년 3월 1일 제12대 이규형 교장 취임
- 2003년 3월 1일 인천광역시 교육청 ‘평가 방법 개선’ 시범 학교 지정
- 2003년 8월 22일 신관동 증축(25실 면적)
- 2004년 2월 18일 제29회 졸업식 (288명 졸업, 졸업생 총 11,534명)
- 2004년 3월 1일45학급 인가 (특수 학급 2학급 포함)
- 2004년 10월 20일 전자도서관 (지혜의 푸른 샘터) 개관
- 2004년 11월 30일 인천광역시교육청지정 평가방법개선 시범운영보고
- 2005년 2월 17일 제30회 졸업식 (남 152명,여 135명 총 287명) 졸업생 총수 11,812명
- 2006년 2월 16일 졸업식 (남 166명,여 109명 총 275명) 졸업생 총수 12,087명
- 2006년 3월 1일 제13대 김천식 교장 취임, 43학급 인가 (특수 학급 2학급 포함)

## 참고 자료
- 인천청천초등학교 - 한국교육학술정보원 학교알리미